# Siège de Namur (1792)
Pour les articles homonymes, voir Siège de Namur.
Guerres de la Révolution française
Batailles
Le siège de Namur est un épisode des guerres révolutionnaires qui se déroula du 19 novembre au 1er décembre 1792. L'armée de la République française s'empare de la ville qui faisait partie des Pays-Bas autrichiens.

## Contexte
Après la bataille de Jemappes, le général français Valence partage ses forces : 15 000 hommes de l'armée victorieuse sont envoyés faire le siège d'Anvers (ru) ; le reste, 35 000 hommes, se dirige vers la Meuse. Un détachement entre à Liège le 28 novembre 1792 sous les acclamations des habitants ; le reste entreprend le siège de Namur. En raison de la proximité de l'armée autrichienne de Beaulieu, Valence consacre à cette opération son armée des Ardennes renforcée par la division Harville. Beaulieu, évitant la bataille, se replie vers le bois d'Asche. Trois brigades françaises campent autour de la citadelle de Namur en attendant l'arrivée de leur artillerie venue de Givet. Le stratégiste Antoine de Jomini fait remarquer qu'en avançant plus rapidement, Valence aurait pu prendre au piège toute l'armée autrichienne qui, en fait, lui échappe.

## Le siège
Le 21 novembre, la ville basse ouvre ses portes et se rend ; les Autrichiens ne tiennent plus que la citadelle avec 2 300 hommes bien approvisionnés. La tranchée est ouverte le 27 novembre  et le bombardement commence. La place capitule le 2 décembre 1792 et sa garnison est faite prisonnière.